# Si mateix

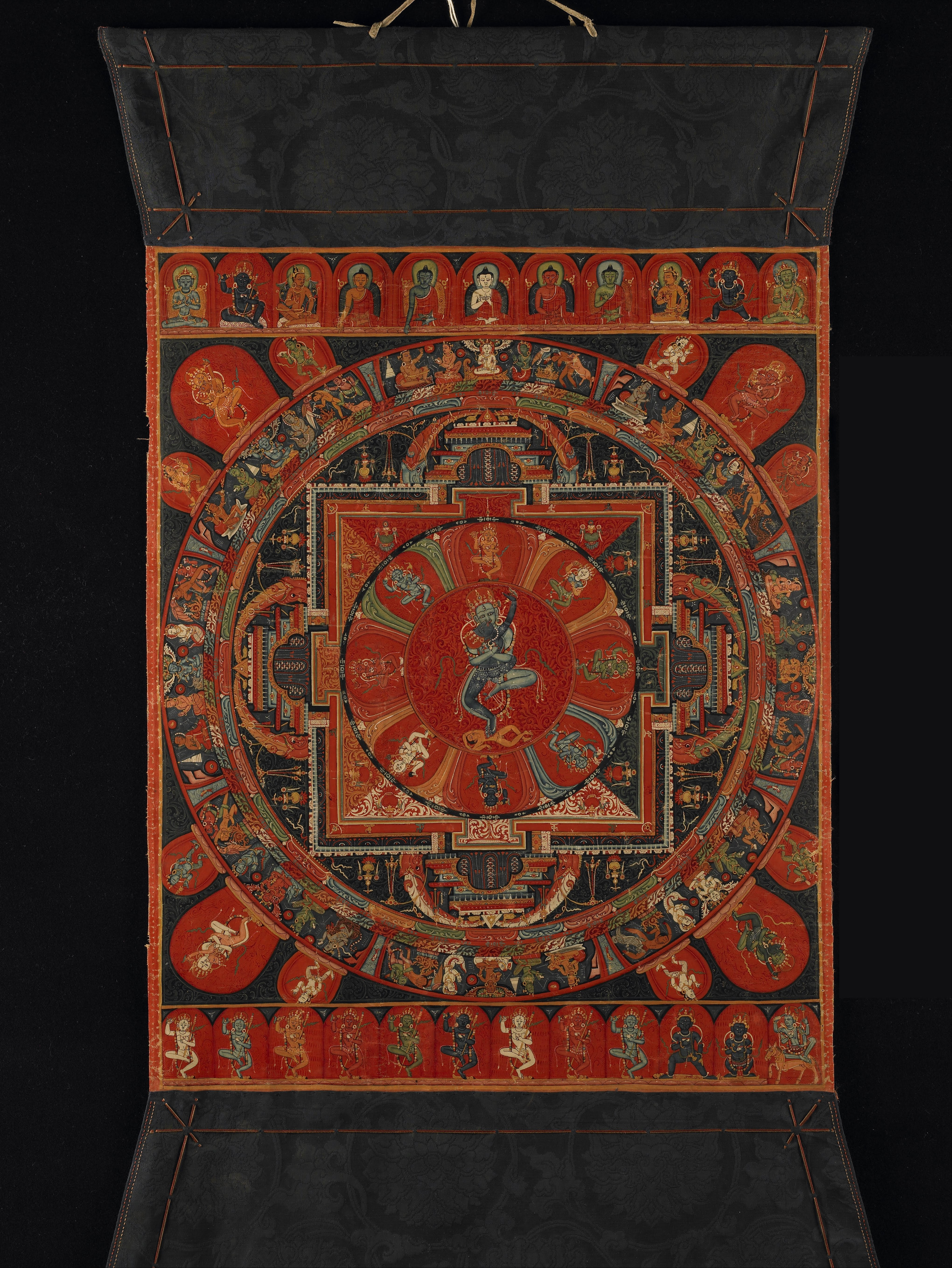
Mandala

Si mateix (en alemany: Selbst) és un concepte definit per Carl Gustav Jung com l'arquetip central de l'inconscient col·lectiu, l'arquetip de la jerarquia, la totalitat humana. «El si mateix és una unió dels oposats κατ' εξοχήν (per excel·lència)». Es representa simbòlicament per un cercle, la quaternitat, un xiquet o xiqueta, un mandala, etc. Representa el darrer fi del procés d'individuació.
El si mateix és una magnitud avantposada al «jo conscient». Comprèn no sols la «psique conscient», sinó també l'«inconscient», i per això és una personalitat que «també» som... No hi ha cap possibilitat d'assolir també una «consciència» aproximativa del si mateix, ja que per més que vulguem fer-lo conscient sempre hi haurà una quantitat indeterminada i indeterminable d'«inconscient» que pertany a la totalitat del si mateix.
El si mateix és no sols el «centre», sinó també l'àmbit que tanca la «consciència» i l'«inconscient»; és el centre d'aquesta «totalitat» com el «jo» és «el centre de la consciència».
  El si mateix és també «la meta de la vida», doncs és l'expressió més completa de la combinació del destí que s'anomena individu. 

## Definició
Podríem donar una doble definició del concepte de si mateix: imatge arquetípica de totalitat, vivenciada com a poder transpersonal que confereix sentit a la vida; per exemple, Crist, Buda, mandales...
El «símbol de Crist» té molta importància per a la psicologia, perquè és, potser, amb la figura de Buda, el símbol més desenvolupat i diferenciat del si mateix.
Teòricament, centre i totalitat de la psique, viscut com allò que governa l'individu i cap on es dirigeix inconscientment. Principi de coherència, estructura i organització que regeix l'equilibri i la integració dels continguts psicològics.
Sense la vivència dels oposats no hi ha experiència de la totalitat, ni de retruc un accés interior a les figures sagrades.